# Ronde van Pijnacker
De Ronde van Pijnacker is een Nederlands wielercriterium dat jaarlijks wordt verreden in het Zuid-Hollandse Pijnacker.
Bekende namen op de erelijst zijn onder meer Arno KleinJan, Gerben Karstens, Joop Zoetemelk, Jan Raas, Henk Lubberding, Jean-Paul van Poppel, Marco Pantani, Michael Boogerd, Alessandro Petacchi en Fränk Schleck.
In 2007 werd deze wielerwedstrijd voor de 50e keer gehouden. Om deze speciale gelegenheid te vieren had de organisatie Michael Rasmussen uitgenodigd en voor een bedrag van 15.000 euro gecontracteerd. De wielerbond KNWU was tegen de komst van Rasmussen naar Pijnacker. De omstreden Deen verscheen in de gele trui en werd luid toegejuicht door de toegestroomde wielerliefhebbers maar won de wedstrijd niet. De winnaar was Bram de Groot.